# Platyrhacus azualae
Platyrhacus azualae är en mångfotingart som beskrevs av Kraus 1956. Platyrhacus azualae ingår i släktet Platyrhacus och familjen Platyrhacidae. Inga underarter finns listade i Catalogue of Life.